# Kalawad, Navalgund
Kalawad là một làng thuộc tehsil Navalgund, huyện Dharwad, bang Karnataka, Ấn Độ.